# Pokémon Sunday
Pokémon Sunday (ポケモン☆サンデー?, Pocket Monster ☆ Sandē) è stata una trasmissione televisiva giapponese che è andata in onda ogni settimana, dal 3 ottobre 2004 al 26 settembre 2010, dalle 7:00 alle 7:30 sul canale televisivo TV Tokyo il cui tema principale erano i Pokémon. Lo show è presentato da Shōko Nakagawa insieme ad altri uomini vestiti di argento che, insieme a lei, componevano il Pokémon Research Team.
Pur essendo un programma rivolto ad una fascia d'età piuttosto bassa (dai quattro ai dieci anni), il programma è stato molto seguito dai fan di età più adulta per le importanti novità e anteprime relative al mondo Pokemon, come anticipazioni riguardo alla serie animata, al Pokémon Trading Card Game e, tra le notizie più attese, le nuove uscite di videogiochi, che vengono annunciate presentando, come si è fatto per le versioni Pokémon Oro HeartGold e Pokémon Argento SoulSilver, con filmati di breve durata che mostrano le nuove grafiche di gioco, il gameplay ed altre eventuali novità relative ai videogiochi. Importanti anche le anteprime di trailer di nuovi episodi o lungometraggi.
Lo studio veniva decorato interamente a tema Pokémon: le pareti colorate ritraevano vari Pokémon dalla prima alla quarta generazione; in studio erano inoltre presenti delle mascotte travestite da Pokémon tra cui Treecko, Munchlax e Lucario.

## Pokémon Smash!
Dal 3 ottobre 2010 Pokémon Sunday è stato sostituito dal programma Pokémon Smash! (ポケモンスマッシュ！?). Le mascotte sono i Pokémon della quinta generazione Oshawott e Zoroark.
Nel corso dell'episodio del 26 febbraio 2012 Junichi Masuda ha rivelato i videogiochi Pokémon Nero 2 e Bianco 2.
Dal 29 novembre 2010 al 31 gennaio 2011 è stato distribuito in Giappone un aspetto del C-Gear raffigurante un Purrloin disegnato da Shōko Nakagawa ed il logo del Pokémon Smash!.

## Pokémon Get☆TV
Dal 6 ottobre 2013 Pokémon Smash! è stato sostituito dal programma Pokémon Get☆TV (ポケモンゲット☆TV?). La nuova mascotte è Chespin, Pokémon della sesta generazione.

## Pokénchi
Dal 4 ottobre 2015 Pokémon Get☆TV è stato sostituito da Pokémon House (ポケモンの家あつまる？?, Pokémon no uchi atsumaru?), meglio noto come Pokénchi.

## PokéDoko
Dal 3 aprile 2022 nella stessa fascia oraria di Pokénchi, viene trasmesso PokéDoko.